# Eugenio Tosi
Eugenio Tosi O.Ss.C.A. (ur. 6 maja 1864 w Busto Arsizio, zm. 7 stycznia 1929 w Mediolanie) – włoski duchowny katolicki, arcybiskup Mediolanu, kardynał.

## Życiorys
Ukończył Seminarium Monza w Mediolanie. Święcenia kapłańskie otrzymał 4 czerwca 1887. Przez dwa lata pracował jako wikariusz w jednej z parafii, po czym wstąpił do zgromadzenia Oblatów Św. Karola i Ambrożego. W latach 1889–1909 wykładał w swym domu zakonnym. W latach 1909–1911 był wikariuszem generalnym diecezji Rimini.
5 kwietnia 1911 otrzymał nominację na biskupa Squillace. Sakry udzielił mu bł. Andrea Carlo Ferrari, arcybiskup Mediolanu. 22 marca 1917 przeniesiony na urząd biskupa diecezji Andria. 7 marca 1922 nowy papież Pius XI mianował go swym następcą na stolicy metropolitalnej w Mediolanie. Na konsystorzu z grudnia 1922 otrzymał kapelusz kardynalski z tytułem prezbitera Santi Silvestro e Martino ai Monti. Wyświęcił na kapłanów przyszłych kardynałów Giovanni Colombo i Angelo Dell’Acqua. Zmarł po długiej chorobie i pochowany został w katedrze mediolańskiej.